# Байнетов, Сергей Дмитриевич
Байне́тов Серге́й Дми́триевич (род. 17 июля 1955, Таганрог, Ростовская область, РСФСР, СССР) — российский военачальник, начальник Службы безопасности полётов авиации Вооруженных cил Российской Федерации (с 2005 по 2013 год и с 2016 по настоящее время), генерал-лейтенант, заслуженный военный лётчик Российской Федерации.

## Биография
Сергей Дмитриевич Байнетов родился 17 июля 1955 года в городе Таганроге Ростовской области в семье военного лётчика Байнетова Дмитрия Фёдоровича.
В 1972 году окончил среднюю школу в Чернигове и поступил в Черниговское высшее военное авиационное училище лётчиков, которое окончил в 1976 году.
Далее проходил военную службу в должностях:
- с 1976 по 1981 год — лётчик, старший лётчик, командир авиационного звена истребительного авиационного полка Группы советских войск в Германии.
- с 1981 по 1986 год — командир авиационного звена, заместитель командира авиационной эскадрильи, командир авиационной эскадрильи 22 гвардейского истребительного авиационного полка ВВС Дальневосточного военного округа.
- с 1986 по 1989 год — слушатель Военно-воздушной академии имени Ю. А. Гагарина.
- с 1989 по 1994 год — заместитель командира истребительного авиационного полка по лётной подготовке, заместитель командира истребительного авиационного полка Западной группы войск.
- с 1994 по 1997 год — командир истребительного авиационного полка, заместитель командира истребительной авиационной дивизии Ленинградского военного округа.
- с 1997 по 1998 год — командир истребительной авиационной дивизии Северо-Кавказского военного округа.
- с 1998 по 2000 год — слушатель Военной академии Генерального штаба Вооружённых Сил Российской Федерации.
- с 2000 по 2005 год — заместитель командира корпуса противовоздушной обороны, заместитель командующего армией ВВС и ПВО Дальневосточного военного округа.
- с 2005 по 2012 год — начальник Службы безопасности полётов авиации Вооружённых сил Российской Федерации.
- с 2012 по 2015 год — председатель правления некоммерческого партнерства «Безопасность полётов».
- с 2015 по 2016 год — заместитель начальника Службы безопасности полётов авиации Вооруженных Сил Российской Федерации.
- с декабря 2016 года по настоящее время — руководитель Департамента (начальник Службы безопасности полётов авиации Вооруженных cил Российской Федерации).

«Военный лётчик – снайпер», «Заслуженный военный лётчик Российской Федерации». Освоил более 10 типов самолётов, общий налёт составляет около трёх тысяч часов.
Увлекается фотографированием. Фотографирует виды из кабин самолётов в момент выполнения фигур высшего пилотажа. Выставляется на фотовыставках.

## Награды
Ордена:
- орден Александра Невского;
- орден «За военные заслуги»;
- орден Почёта;
- орден Святителя Николая Чудотворца (династический) III степени;
- орден «За заслуги» III степени (ДОСААФ России).

Медали:
- медаль «60 лет Вооружённых Сил СССР»;
- медаль «70 лет Вооружённых Сил СССР»;
- медаль «200 лет Министерству обороны»;
- медаль «100 лет военно-воздушным силам»;
- медаль «Адмирал Флота Советского Союза Н. Г. Кузнецов»;
- медаль «Участнику военной операции в Сирии»;
- медаль «За безупречную службу» I, II и III степени;
- медаль «Доблесть и отвага» (Следственный комитет РФ);
- медаль «80 лет Вооружённых сил СССР».

Почётные звания:
- почётное звание «Заслуженный военный лётчик Российской Федерации»;
- классная квалификация «Военный лётчик-снайпер».